# Pilea somai
Pilea somai là loài thực vật có hoa trong họ Tầm ma. Loài này được Hayata miêu tả khoa học đầu tiên năm 1916.